# Jorcas
Jorcas é um município da Espanha na província de Teruel, comunidade autónoma de Aragão. Tem 26,2 km² de área e em 2021 tinha 34 habitantes (densidade: 1,3 hab./km²).

## Demografia
| Variação demográfica do município entre 1991 e 2004 | Variação demográfica do município entre 1991 e 2004 | Variação demográfica do município entre 1991 e 2004 | Variação demográfica do município entre 1991 e 2004 |
| --------------------------------------------------- | --------------------------------------------------- | --------------------------------------------------- | --------------------------------------------------- |
| 1991                                                | 1996                                                | 2001                                                | 2004                                                |
| 51                                                  | 54                                                  | 45                                                  | 39                                                  |